# Эрратив
Эррати́в (от лат. errare в значении «ошибаться») или какогра́фия (от др.-греч. κακός — плохой и γράφω — пишу) — слово или выражение, подвергнутое умышленному искажению носителем языка, владеющим литературной нормой, для придания особого эффекта (смеха, удивления и так далее).
Эрративы можно разделить на первичные и вторичные. Первичный эрратив искажает письменную форму, воспроизводя устную форму слова («как слышится, так и пишется»; этот эффект сложнее повторить, например, в белорусском языке, где фонетический принцип письма используется гораздо шире). Такой тип исторически испытан в передаче иноязычных слов («лобзик» от нем. Laubsäge, «Шанз-Элизе» от фр. Champs-Élysées и многих других). Вторичные эрративы представляют собой обычно труднопроизносимую гиперкоррекцию предполагаемого первичного эрратива.
Эрративы нередко используются в создании товарных знаков (брендов) и названий (Mortal Kombat, Kamelot), зачастую из-за невозможности зарегистрировать нормативную форму (Blu-Ray, KoЯn, Linkin Park, Megadeth, АукцЫон и так далее).
Эрративы традиционно используются в стихотворных посланиях, которые вышивают на платках влюблённых в Португалии.